# Карл Генцкен
Карл Генцкен (на немски: Karl Genzken) е германски доктор и член на СС. По време на нацисткия режим, участва в медицински експерименти, провеждани върху затворници от концентрационните лагери.

## Кариера
Генцкен се присъединява към НСДАП на 7 юли 1926 г. (член № 39 913), както и към СС на 5 ноември 1933 г. (№ 207 954).
През 1934 г. е повикан като резервист офицер във Военноморската служба. След това се прехвърля в Оперативната централна служба на СС, след което е повишен от помощник-медицински директор на медицинския надзорен орган на болницата в Берлин и е назначен за началник на медицинската служба на Вафен-СС през 1942 г. Той се издига до ранга на генерал-майор във Вафен-СС.
Генцкен участва в поредица от човешки експерименти, извършени върху затворници от няколко концентрационни лагера. Генцкен е обвинен и осъден за участие в експериментите с тиф, проведени от декември 1941 г. до февруари 1945 г. в полза на германските въоръжени сили, за да се тества ефективността на ваксините срещу тиф, едра шарка, холера и други заболявания. Експериментите са проведени в Бухенвалд и Нацвайлер. Генцкен също е обвиняван за участие в експерименти със сулфаниламид, експерименти с отравяния и експерименти с бомби, но не е осъждан по тези обвинения.

### Процес
Генцкен е признат за виновен за военни престъпления, престъпления срещу човечеството и членство в престъпна организация от Американския военен трибунал № I. Осъден е през август 1947 г. на доживотен затвор от трибунала. Неговата присъда по-късно е съкратена на 20 години и е освободен през април 1954 г.